# Blow Your Own Horn
Pour plus de détails, voir Fiche technique et Distribution.
Blow Your Own Horn est un  muet film de comédie américain de 1923 réalisé par James W. Horne.

## Fiche technique
- Réalisation : James W. Horne

## Distribution
- Warner Baxter
- Ralph Lewis
- Derelys Perdue